# Епископ пакрачко-славонски Јован
Јован (световно Невен Ћулибрк; Зеница, 16. април 1965) епископ је пакрачко-славонски и припадник резервног састава 63. падобранске бригаде Војске Србије са чином водника. Бивши је викарни епископ липљански (2011—2014).

## Биографија

### Образовање
Епископ Јован је рођен 16. априла 1965. године у Зеници, као Невен Ћулибрк. Основну школу и гимназију је завршио у Босанској Градишки. Студирао је јужнословенске језике и књижевности на универзитетима у Бањој Луци и Загребу, гдје је дипломирао на Катедри за стилистику. За свој дипломски рад о Милошу Црњанском је добио Бранкову награду Матице српске. Теологију је студирао на православним богословским факултетима у Београду и у Србињу, гдје је дипломирао са радом о Никону Јерусалимцу.
Магистарске студије из јеврејске културе похађао је у Спомен-установи Јад Вашем и на Јеврејском универзитету у Јерусалиму.

### Монаштво
Као искушеник је био 1991. године у манастиру Савина, а затим је 1992. године прешао у Цетињски манастир гдје је замонашен уочи Ивањдана (1993). У чин јерођакона је рукоположен од митрополита црногорско-приморског Амфилохија (Радовића) на Светог апостола Луку и Светог Петра Цетињског, дана 31. октобра 1995, а у чин јеромонаха на Духовски Понедјељак, дана 16. јуна 1997. у манастиру Стањевићи. У чин протосинђела је произведен о Петровдану (2007) на Цетињу. Био је старјешина манастира Морачника од 1997. године.
Током осамдесетих година прошлог вијека пратио је алтернативне умјетничке покрете на линији Скопље—Ниш—Загреб—Љубљана и свакако је један од најзанимљивијих тумача српске националне и глобалне поп културе. Занимљиво је да је епископ Јован осмислио и водио музички пројекат чији је епилог својеврсна збирка пјесама на стихове владике Николаја у рок аранжману (Песме изнад Истока и Запада). Изузетно је занимљива и образована личност. Познат је и као падобранац у мантији. Водник је и резервиста чувене 63. падобранске бригаде из Ниша. Често своје монашко одијело поносно замијени падобранским комбинезоном, а укњижио је најмање 140 скокова.
Говори енглески, руски и хебрејски језик, а служи се њемачким, грчким и с неколико словенских језика.

### Епископ
За викарног епископа липљанског изабран је на редовном засједању Светог архијерејског сабора од 16. до 27. маја 2011. године. Представљао је и заступао патријарха српског у манастиру Пећкој патријаршији и пред међународном заједницом на Косову и Метохији. Од 4. октобра 2011. године епископ липљански се налазио на челу Канцеларије Одбора за Косово и Метохију Светог архијерејског сабора у Пећкој патријаршији, а уједно је био и секретар Одбора. Координатор је Одбора Српске православне цркве за Јасеновац и представник у Јерусалиму.
На редовном засједању Светог архијерејског сабора од 14. до 24. маја 2014. године викарни епископ Јован је изабран за епархијског епископа славонског. Устоличен је 13. септембра 2014. године у Саборној цркви Свете Тројице у Пакрацу од патријарха српског Иринеја. Владика Јован од 2018. године носи титулу епископа пакрачко-славонског. Добио је награду „Витез од Ладина” 2020. године.
Пред устоличење владике будимљанско никшићког Методија, епископ Јован се спустио падобраном у простор манастира Ђурђеви Ступови.
Добитник је награде Голде Меир за 2004. годину. Додељена му је признање „Витез од Ладина”.